# Yann LeCun
Yann André LeCun (wym. ang. ləˈ kʌn / lə-kun; wym. fr. ləkœ̃), pierwotnie pisane Le Cun (ur. 8 lipca 1960) – francusko-amerykański informatyk pracujący głównie w dziedzinach uczenia maszynowego, komputerowego rozpoznawania obrazów, autonomicznej robotyki i sztucznej inteligencji. Jest Srebrnym Profesorem w zakresie Danologii, Informatyki, Neuronauki, i Elektrotechniki na Uniwersytecie Nowojorskim afiliowany przy tym uniwersytecie w Center for Data Science, the Courant Institute of Mathematical Science, the Center for Neural Science, and the Electrical and Computer Engineering Department. Jest wiceprezesem oraz głównym naukowcem zajmującym się sztuczną inteligencją w Meta.
Jest dobrze znany ze swojej pracy nad optycznym rozpoznawaniem znaków i komputerowym rozpoznawaniem obrazów przy użyciu konwolucyjnych sieci neuronowych. Jest jednym z głównych twórców technologii kompresji obrazu DjVu (wraz z Léonem Bottou i Patrickiem Haffnerem). Wspólnie z Léonem Bottou opracował język programowania Lush.
W 2018 LeCun, Yoshua Bengio i Geoffrey Hinton, w uznaniu ich prac indywidualnych i wspólnych, otrzymali Nagrodę Turinga 
za koncepcyjne i praktyczne postępy, które sprawiły, że głębokie sieci neuronowe stały się kluczowym elementem informatyki. Yoshua Bengio, Geoffrey Hinton i Yann LeCun to trzej liderzy odpowiedzialni za rewolucyjną rolę, jaką sztuczne sieci neuronowe zaczęły odgrywać w uczeniu maszynowym. Ich rozwój i nieustanne wspieranie głębokich sieci neuronowych umożliwiły ogromny postęp w takich dyscyplinach jak rozpoznawanie obrazów, rozpoznawanie mowy, rozumienie języka naturalnego i robotyka. Wszyscy trzej bywają nazywani „ojcami chrzestnymi sztucznej inteligencji” i „ojcami chrzestnymi głębokiego uczenia”.

## Dzieciństwo i wykształcenie

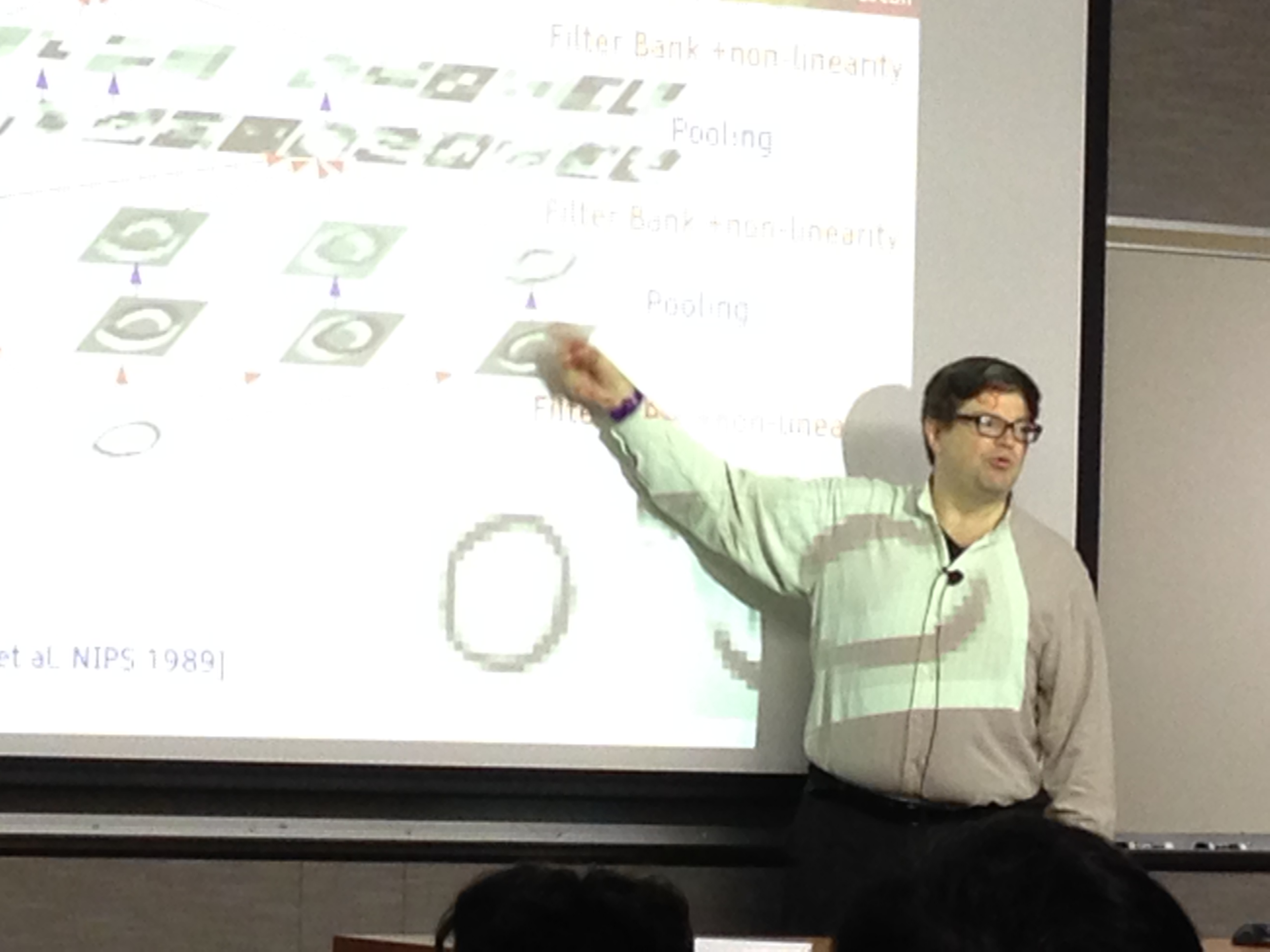
LeCun na Uniwersytecie Minnesoty, 2014

LeCun urodził się 8 lipca 1960 w Soisy-sous-Montmorency na przedmieściach Paryża. Jego nazwisko pierwotnie brzmiało Le Cun od starobretońskiej formy Le Cunff i pochodziło z regionu Guingamp w północnej Bretanii. „Yann” to bretońska forma imienia „John”.
W 1983 uzyskał dyplom inżyniera na ESIEE, Ecole Superieure d'Ingenieurs en Electrotechnique w Paryżu.W 1987, na Université Pierre et Marie Curie (obecnie Sorbonne) napisał dysertację “Modèles Connexionnistes de l’apprentissage”, w której zaproponował wczesną wersję algorytmu uczenia metodą propagacji wstecznej dla sieci neuronowych i na podstawie tej pracy obronił doktorat (PhD) z informatyki.

## Działalność naukowa

### Laboratoria Bell Labs
W 1988 LeCun dołączył do Działu Badań Systemów Adaptacyjnych w AT&T Bell Laboratories w Holmdel w stanie New Jersey w Stanach Zjednoczonych, kierowanego przez Lawrence'a D. Jackela, gdzie opracował szereg nowych metod uczenia maszynowego, takich jak inspirowany biologicznie model rozpoznawania obrazów zwany konwolucyjnymi sieciami neuronowymi, metody regularyzacji „Optimal Brain Damage” i metodę Sieci Transformatorów Graficznych (podobną do warunkowego pola losowego, ang. Conditional random field), którą zastosował do rozpoznawania pisma ręcznego i OCR. Opracowany przez LeCun'a system rozpoznawania czeków bankowych został szeroko wdrożony przez NCR i inne firmy. Pod koniec lat 90. i na początku XXI wieku odczytano za jego pomocą ponad 10% wszystkich czeków w USA.
W 1996 roku dołączył do AT&T Labs - Research jako kierownik działu badań nad przetwarzaniem obrazu, który był częścią laboratorium poznawczego przetwarzania mowy i obrazu Lawrence'a Rabinera. Pracował głównie nad technologią kompresji obrazu DjVu, wykorzystywaną przez wiele witryn internetowych, zwłaszcza internet Archive, do rozpowszechniania zeskanowanych dokumentów.

### Uniwersytet Nowojorski
W 2003 LeCun rozpoczął pracę dla New York University (NYU) na pozycji profesora informatyki i neuronauki im. Jacoba T. Schwartza w Courant Institute of Mathematical Science
W 2003 LeCun rozpoczął pracę dla New York University (NYU) na pozycji profesora informatyki i neuronauki im. Jacoba T. Schwartza w Courant Institute of Mathematical Sciences i Center for Neural Science. Jest również profesorem w Tandon School of Engineering.
Na Uniwersytecie Nowojorskim pracował głównie nad modelami opartymi na energii do uczenia nadzorowanego i nienadzorowanego, uczeniem się cech do rozpoznawania obiektów w komputerowym widzeniu oraz robotyką mobilną.
W 2012 roku został dyrektorem-założycielem Centrum Nauki o Danych (CDS) Uniwersytetu Nowojorskiego. 9 grudnia 2013 LeCun został pierwszym dyrektorem Meta AI Research w Nowym Jorku i zrezygnował ze stanowiska dyrektora NYU Centrum Nauki o Danych na początku 2014.

### Kolejne aktywności
W 2013 r. wspólnie z Yoshua Bengio wykreowali cykl dorocznych konferencji poświęconych uczeniu maszynowemu International Conference on Learning Representations (ICLR). 
Był współzałożycielem i współprzewodniczy, wspólnie z Yoshua Bengio, programowi badawczemu Learning in Machines and Brains (Uczenie się maszyn i mózgu). Program łączy naukowców z różnych krajów i różnych dyscyplin naukowych z zadaniem rozwoju i doskonalenia  sztucznej inteligencji, by stworzyć komputery, które mogą "myśleć" bardziej jak ludzie - rozpoznawać twarze, rozumieć, co dzieje się na zdjęciu lub filmie i rozumieć znaczenie języka. Program jest finansowany przez kanadyjski instytut CIFAR.
Był współorganizatorem cyklu letnich warsztatów, organizowanych przez 
Institute for Pure and Applied Mathematics (Instytutu Matematyki Czystej i Stosowanej), finansowanych przez CIFAR, na Uniwersytecie Kalifornijskim w Los Angeles, poświęconych doskonaleniu uczestników w zakresie uczenia maszynowego, sztucznej inteligencji i neuronauki obliczeniowej. 
W 2016 podczas dorocznego kursu Nauk Komputerowych i Cyfrowych - „Chaire Annuelle Informatique et Sciences Numériques” w Collège de France w Paryżu wygłosił „Leçon Inaugurale” (wykład inauguracyjny)ː Deep learning, une révolution en Intelligence artificielle.
W 2023 został mianowany pierwszym profesorem informatyki im. Jacoba T. Schwartza w Instytucie Couranta na Uniwersytecie Nowojorskim.
LeCun jest doradcą naukowym francuskiej grupy badawczej Kyutai, która jest finansowana przez Xaviera Niela, Rodolphe'a Saadé, Erica Schmidta i innych.
LeCun był współzałożycielem i byłym członkiem zarządu Partnership on AI, grupy firm i organizacji non-profit badających społeczne konsekwencje sztucznej inteligencji.
Pod opieką LeCun’a przygotowało i obroniło doktoraty wielu naukowców i praktyków, którzy w kolejnych latach wnieśli duży wkład w rozwój matematyki i informatyki, wśród nich Wojciech Zaremba.

## Odznaczenia
W 2023 roku prezydent Francji odznaczył LeCuna Orderem Legii Honorowej V klasy - w randze Kawalera (Chevalier).

## Nagrody i zaszczyty

### Nagroda Turinga
W marcu 2019 roku LeCun, wspólnie z  Yoshuą Bengio i Geoffreyem Hintonem, zdobyli nagrodę Turinga za 2018.

### Doktoraty honoris causɑ
W 2016 doktor honoris causa Instituto Politécnico Nacional (IPN) w Meksyku.
W 2018 doktor honoris causa École Polytechnique Fédérale de Lausanne (EPFL).
W 2022 doktor honoris causa Université Côte d'Azur.
W 2023 doktor honoris causa Università di Siena.
W 2023 doktor honoris causa Hong Kong University of Science and Technology.

### Nagrody i wyróżnienia
W 2014 otrzymał nagrodę IEEE Neural Network Pioneer Award.
W 2015 nagrodę PAMI Distinguished Researcher Award.
W 2016 magazyn Wired wybrał LeCun'a do „The Wired 100-2016's Most Influential People” na 24. miejscu i do “25 Geniuses Who are Creating the Future of Business”.
W 2018 LeCun został odznaczony Medalem IRI ustanowionym przez Innovation Research Interchange (IRI).
W 2018 otrzymał Nagrodę Harolda Pendera przyznawaną przez Penn Engineering na Uniwersytecie Pensylwanii.
W 2019 roku został nagrodzony The Golden Plate Award (Złotą Płytą) przez American Academy of Achievement.
W 2022 roku otrzymał Nagrodę Księżniczki Asturii w kategorii „Badania naukowe” wraz z Yoshuą Bengio, Geoffreyem Hintonem i Demisem Hassabisem.
W 2024 podczas Światowego Forum Ekonomicznego (WEF) w Davos odebrał nagrodę Global Swiss AI Award 2023.
W 2024, w Dubaju, otrzymał nagrodę TIME100 Impact Award.
W 2024, w Hanoi, w uznaniu "pionierskich prac nad rozwojem konwolucyjnych sieci neuronowych (CNN), kluczowej technologii w rozwoju rozpoznawania obrazu i głębokiego uczenia się", został uhonorowany przez VinFuture Foundation nagrodą Grand Prize. 

### Członkostwo w akademiach
LeCun jest członkiem amerykańskiej National Academy of Sciences (Narodowej Akademii Nauk), National Academy of Engineering (Narodowej Akademii Inżynierii) i  Académie des Sciences(Francuskiej Akademii Nauk).